# Першино (Білозерський район)
Пе́ршино (рос. Першино) — село у складі Білозерського району Курганської області, Росія. Адміністративний центр Першинської сільської ради.
Населення — 638 осіб (2010, 734 у 2002).